# Augustus O. Bourn
Augustus Osborn Bourn, född 1 oktober 1834, död 29 januari 1925, var en amerikansk politiker och guvernör i Rhode Island.

## Tidigt liv
Bourn föddes i Providence, Rhode Island. Han var son till George O. Bourn och Huldah B. (född Eddy) Bourn och gifte sig med Elizabeth R. Morrill den 24 februari 1863. Han och hans fru hade fem barn. Han tog examen från Brown University och startade sedan en framgångsrik karriär i gummiindustrin, där han började i sin fars företag. Han drev företaget vidare efter faderns död och bildade bolaget Providence Rubber Company av det. Han grundade också National Rubber Company, som senare gick ihop med det förra företaget. Han var dessutom överstelöjtnant i Rhode Islands kavalleri.

## Politisk karriär
Bourn var republikan och var ledamot av Rhode Islands senat 1876-83 och åter 1886-88. Han var guvernör från den 29 maj 1883 till den 26 maj 1885. Under hans tid som guvernör föreslogs ett tillägg till grundlagen som skulle utöka rösträtten till naturaliserade medborgare. Han hade själv skrivit tillägget. Senare kom detta författningstillägg att kallas Bourn-tillägget (Bourn Amendment).
Bourn var aktiv medlem i frimurarorden.

## Senare år
Bourn var USA:s generalkonsul i Rom 1889-93.
Han avled 1925 och begravdes på Swan Point Cemetery i Providence.